# Club de football
Pour les articles homonymes, voir FBC.

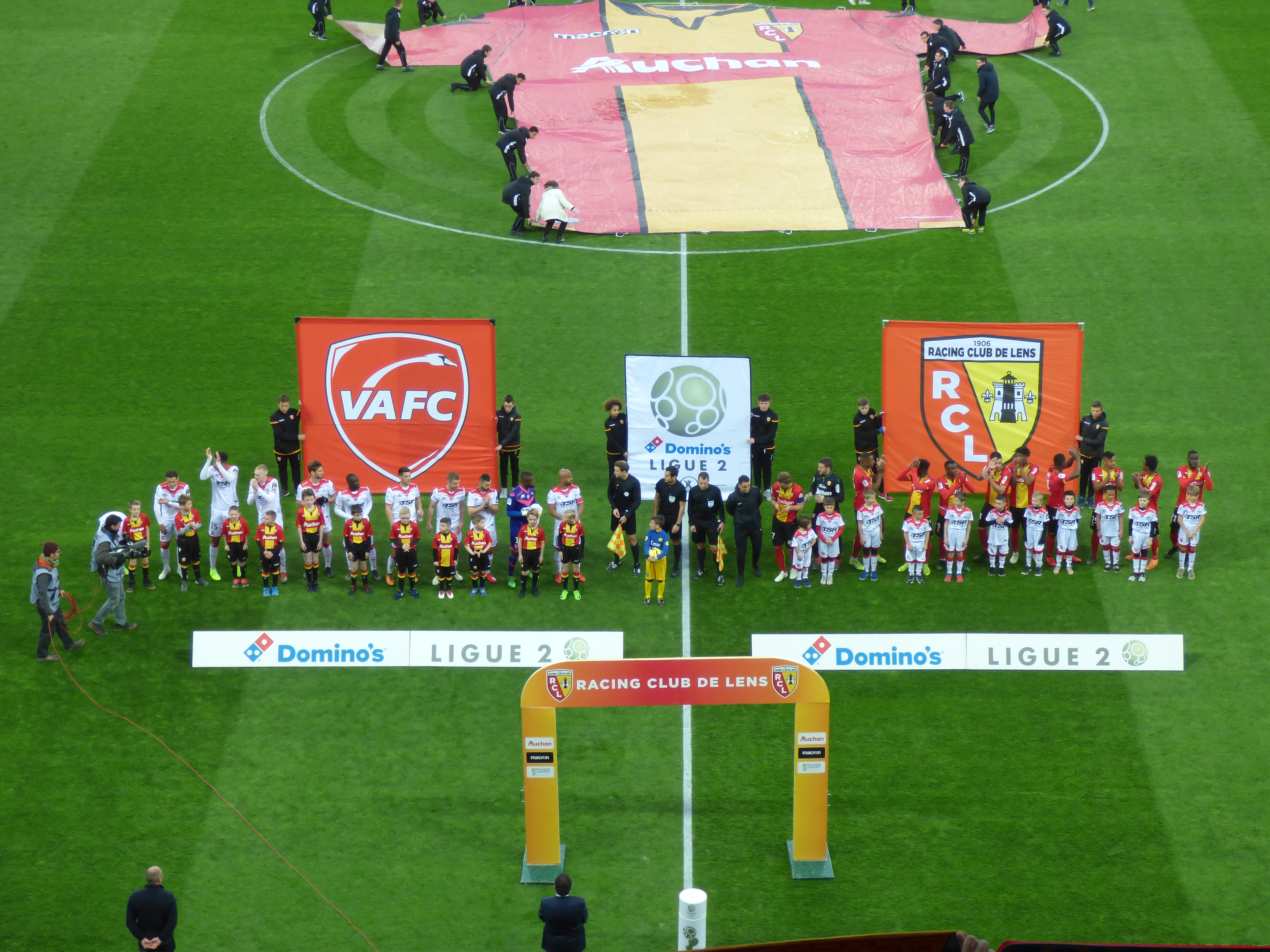
Le VAFC et le RC Lens sont des clubs professionnels français de football.

Un club de football (en anglais : Football Club (FC) ou parfois Soccer Club (SC) en Amérique du Nord) est un club sportif permettant d'apprendre et de pratiquer le football.

## Histoire
Le Royaume-Uni est vu comme le berceau du football. Le plus ancien club répertorié est The Foot-Ball Club, fondé à Édimbourg le 11 décembre 1824 par John Hope (en) alors âgé de 17 ans, un étudiant en droit comme le seront la majorité des joueurs jusqu'à la dissolution du club en 1841. Le Sheffield Football Club, fondé à Sheffield en 1857, est le premier club non-scolaire et est généralement considéré comme le plus ancien club encore en activité.
Les pratiques hygiénistes des aristocrates, puis ouvriers anglais, propagent le football moderne et les clubs sur le plan international.
En 2013 dans De pies a cabeza, les philosophes argentins Agustín J. Valle et Juan Manuel Sodo théorisent la création des premiers clubs au fait que, pour s'affronter, les joueurs « doivent former un club, avec un nom, un signe distinctif, une direction et l’affilier à un championnat de quartier ou de région récemment créé. C’est de cette manière qu’ont surgi la plupart des clubs : comme une excuse administrative pour pouvoir jouer ». Les philosophes complètent « les players qui n’ont pas leur place dans l’équipe, parce que seulement onze peuvent jouer, attendent leur tour et en attendant soutiennent ceux qui jouent. C’est ainsi qu’est née la figure du 'sympathisant'. Le sympathisant est un 'non-joueur' ou plutôt un joueur potentiel; les tribunes se convertissent alors en d’immenses bancs de remplaçants ».

## Composition

### Sportif
Les clubs sportifs, et donc ceux de football, comprennent un nom, un signe distinctif (écusson) et une direction, en plus des joueurs. Le nombre de places limité dans les équipes entraînent la présence de titulaire et remplaçant, ainsi que de sympathisant appelé généralement de l’anglicisme supporter.
À l'exception des clubs professionnels, la majorité des clubs de football sont des associations loi de 1901,. S'y regroupent enfants ou adultes, que ce soit au niveau professionnel (en) ou amateur (li). Il est souvent constitué d'une équipe première et d'une ou plusieurs équipes réserves. Il peut être constitutif d'un club omnisports.

### Non-sportif
En tant qu'association loi de 1901, les clubs doivent être constitués d'un bureau directeur avec au minimum un président, secrétaire et trésorier. D'autres rôles s'ajoutent, en fonction de la taille du club, pour composer un comité directeur.
Les structures professionnelles possèdent une entreprise rattachée à une association-support. Cette entreprise est généralement une société anonyme sportive professionnelle mais peut être une société par actions simplifiée. Des postes de directeur général et autres fonctions administratives apparaissent alors selon l'organigramme de l'entreprise.

## Dénomination
| Sigle/initiale | Signification        | Exemple                                |
| -------------- | -------------------- | -------------------------------------- |
| FC             | Football Club        | Valenciennes Football Club             |
| SC             | Sporting Club        | Sporting Club de Bastia                |
| RC             | Racing Club          | Racing Club de Strasbourg Alsace       |
| AC             | Athletic Club        | Le Havre Athletic Club                 |
| O              | Olympique            | Olympique de Marseille                 |
| US             | Union sportive       | Union sportive Orléans Loiret football |
| AJ             | Association jeunesse | Association de la jeunesse auxerroise  |
| S              | Stade                | Stade de Reims                         |
| F              | Foot                 | Clermont Foot 63                       |
| AS             | Association sportive | Association sportive de Saint-Étienne  |
| plusieurs      |                      | Lille Olympique Sporting Club          |
| région         |                      | Rodez Aveyron Football                 |
| activité       |                      | Olympique Gymnaste Club de Nice        |

Les racines britanniques du football moderne entraînent un fort anglicisme des noms des clubs (par exemple : football club signifiant club de football). En Europe, la plupart des clubs portent le nom de leurs villes à l'inverse de l'Amérique du Sud.
Il n'est pas rare qu'un club soit connu dans l'usage courant par un nom autre que son nom officiel ou le nom sur l'insigne. D'autres clubs sont plus généralement connus par des surnoms ou des contractions de leurs noms complets, par exemple, CR Vasco da Gama est généralement appelé simplement « Vasco », le FC Internazionale Milano utilise l'Inter ou l'Inter Milan, le Sporting Clube de Portugal est souvent appelé Sporting ou Sporting Lisbonne. Manchester United FC est souvent abrégé en Man Utd. Certains clubs sont communément désignés par leurs initiales, comme le PSG pour le Paris Saint-Germain FC.
Associé ou non au nom de la ville, les intitulés des clubs se réfèrent à un ou plusieurs éléments auxquels ils veulent faire référence ou liée à leur création. Cela peut être un métier, un élément scolaire, des jours et dates, lié aux origines spécifiques du club ou des origines ethniques, sociales, nationales ou religieuses, à des caractéristiques ou spécificités géographiques, à l'espace et ses planètes, à des personnes réelles ou mythiques ou enfin à des sports voire sociétés sportives.
Certains sigles de nom de club forment des acronymes.

## Aspect financier

### Football professionnel
Durant la seconde moitié du XXe siècle, les clubs de football des plus hautes divisions nationales deviennent des entreprises. Ils réalisent donc un chiffre d’affaires qui provient de trois sources principales :
- billetterie (vente de billets pour assister aux matchs dans les stades)
- droits télévisuels (cession du droit de retransmettre les matchs à la télévision)
- sponsoring (cession, à une entreprise, du droit de communiquer en utilisant l'image du club) et merchandising (vente de maillots essentiellement)

Sur un plan financier, la billetterie a une importance limitée. Il s’agit de la plus ancienne source de revenus. En France, les premiers matchs payants remontent au début des années 1890. À partir des années 1950, les plus grands clubs se dotent de stades monumentaux afin d’accroître au maximum ces revenus. À cette époque, la télévision est un bien de luxe (taux d’équipement inférieur à 10 % en France), alors que le sponsoring et le merchandising n'existent pas. Devant l'apparition de ces dernières rentrées d'argent, la plupart des grands stades voit leur capacité réduire lors de rénovation ou construction (Juventus Stadium, projet de la Juventus Football Club).
La retransmission de matchs de football en direct à la télévision débute dans les années 1950. Mais, jusque dans les années 1980, seuls ceux des compétitions de sélections nationales (Coupe du monde, championnat d'Europe) et de clubs européens (Coupe des clubs champions principalement) sont diffusés. Les clubs redoutent que la diffusion des matchs ne fasse diminuer l’affluence dans les stades, et donc les recettes de la billetterie.
La médiatisation grâce à la retransmission des matchs permet alors les publicités autour de la pelouse, puis sur les maillots. Aujourd’hui, les clubs vendent le nom du stade à des entreprises et cèdent le droit d’utiliser l’image du club et des joueurs afin de vendre des produits. Cette source de revenus est la plus importante pour les grands clubs, devenus des marques puissantes qui attirent les annonceurs, au contraire des clubs les plus modestes qui ont parfois du mal à trouver des sponsors.
| Billetterie                   | Droits TV                      | Sponsoring/merchandising         |
| ----------------------------- | ------------------------------ | -------------------------------- |
| Arsenal FC (132 M €)          | Real Madrid CF (200 M €)       | Paris Saint-Germain FC (297 M €) |
| Real Madrid CF (130 M €)      | FC Barcelone (200 M €)         | FC Bayern Munich (278 M €)       |
| FC Barcelone (117 M €)        | Juventus FC (199 M €)          | Manchester United FC (264 M €)   |
| Chelsea FC (114 M €)          | Chelsea FC (178 M €)           | Real Madrid CF (247 M €)         |
| Manchester United FC (93 M €) | Manchester United FC (178 M €) | FC Barcelone (244 M €)           |

### Football amateur
Les clubs amateurs ne doivent généralement leurs rentrées d'argent qu'aux subventions publiques attribuées, en baisse et qui représentent en moyenne un tiers des budgets en 2018, et aux cotisations de leurs adhérents. En raison d’une faible valeur ajoutée apportée aux partenaires, les clubs amateurs éprouvent des difficultés à recruter de nouvelles entreprises au sein de leur réseau de partenaires. Le sponsoring représente en moyenne 5 % de leurs revenus. L'organisation d'événements en lien direct ou non avec leur activité tels que des tournois, vide-greniers, lotos, est de plus en plus mise en œuvre.
En France, les dépenses sont au niveau fédéral avec l'engagement des équipes en compétition et les paiements de discipline (cartons et sanctions reçus en matchs). Il y a aussi les rémunérations des entraîneurs/éducateurs voire joueurs, l'achat du matériel et d'éventuelles locations d'infrastructures et moyens de transport pour les matchs.